# یونهاس اسودو
یونهاس اسودو (انگلیسی: Jonás Acevedo؛ زادهٔ ۶ فوریهٔ ۱۹۹۷) بازیکن فوتبال اهل آرژانتین است.
از باشگاه‌هایی که در آن بازی کرده‌است می‌توان به باشگاه ورزشی سن لورنسو آلماگرو اشاره کرد.